# Margarita Belén
Margarita Belén est une ville de la province du Chaco, en Argentine, et le chef-lieu du département de Primero de Mayo. Elle est située à 22 km au nord de Resistencia, la capitale de la province. Sa population s'élevait à 5 547 habitants en 2001.